# Грімм Петро Павлович
Петро Павлович Грімм (нар. 29 червня 1898, Катеринослав — пом. 22 вересня 1979, Париж) — український і французький живописець, графік, сценограф, фотограф.

## Біографія
Народився 29 червня 1898 року в місті Катеринославі (тепер Дніпро, Україна) в дворянській сім'ї німецького походження. У 1913 році навчався в майстерні Яна Ціонглінского в Санкт-Петербурзі, у 1914 році був вільним слухачем Петербурзької академії мистецтв. У 1915 році в якості художника і фотографа брав участь в етнографічній експедиції по російській частині Центральної Азії, вивчав фауну та флору степів.
У 1917 році жив у Москві, де працював як театральний декоратор, малював для газет. Потрапив до в'язниці. Після звільнення виїхав до Криму. Батьки були розстріляні.
У 1920 році емігрував до Константинополя, потім в Загреб, Відень, Берлін. У 1923 році оселився в Парижі. Закінчив Паризизьку академію мистецтв.
У 1964 році нагороджений орденом Мистецтв і словесності. Помер в Парижі 22 вересня 1979 року.

## Творчість
У 1920–1940-ві роки працював у реалістичному стилі; у 1940–1950-ті роки перейшов до кубізму; у 1960–1970-ті роки до абстрактного експресіонізму.
Брав участь у художніх виставках з 1929 року. Персональні пройшли у Копенгаґені у 1935 році, Парижі у 1938, 1943, 1949, 1957, 1962 роках, Нью-Йорку у 1949 році, Лондоні у 1954 році, Осло у 1962 році.
У 1945—1946 роках брав участь у виставках російських художників, організованих комітетом «Франція-СРСР» і Союзом російських патріотів. Роботи експонувалися також на виставках: «Російський погляд» в Гейдельберзі у 1974 році, «Російські художники Паризької школи» у 1961 році, «Знову російські» у 1975 році в Парижі.
У 2011 роботи художника експонувалися в Москві на виставці «Арт-місія: Повернення на Батьківщину».